# Edward Gilbert
Edward Joseph Gilbert CSRR (ur. 26 grudnia 1936 w Brooklynie, w Nowym Jorku) – amerykański duchowny katolicki, biskup Roseau na Dominice w latach 1994-2001, arcybiskup Port-of-Spain w Trynidadzie i Tobago w latach 2001-2011. Obecnie arcybiskup emerytowany tej diecezji.

## Życiorys
W dniu 2 sierpnia 1959 wstąpił do zakonu redemptorystów. W dniu 2 sierpnia 1962 złożył śluby zakonne. Święcenia kapłańskie otrzymał w dniu 21 czerwca 1964.

## Episkopat
1 lipca 1994 papież Jan Paweł II mianował go biskupem diecezji Roseau na Dominice. Sakry biskupiej udzielił mu 7 września 1994 arcybiskup Castries - Kelvin Felix. W dniu 13 marca 2001 roku Jan Paweł II mianował go arcybiskupem Port-of-Spain (Trynidad i Tobago). Urząd objął w dniu 5 maja 2001. W dniu 26 grudnia 2011 papież Benedykt XVI przyjął jego rezygnację, ze względu na wiek.